# Château de Joux

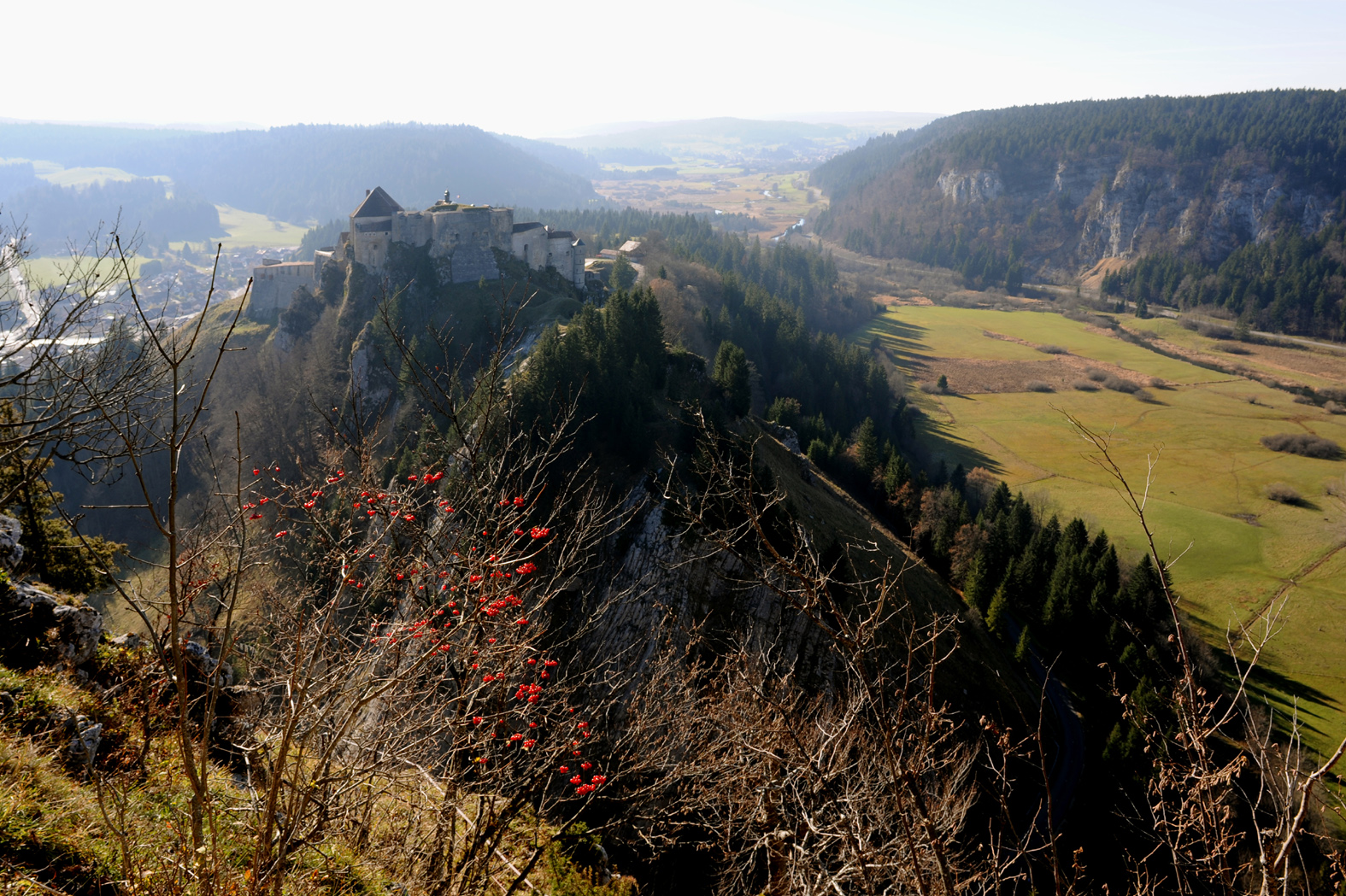
Château de Joux vom gegenüberliegenden Fort Malher aus gesehen

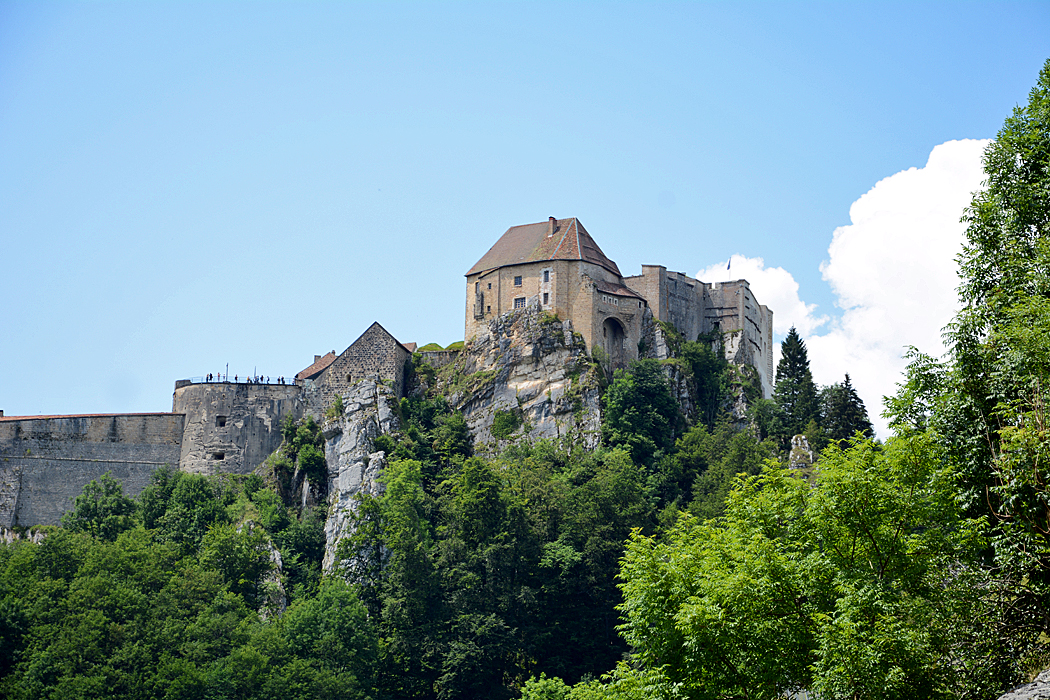
Château de Joux

Das Château de Joux (oder auch Fort de Joux) ist eine befestigte Burg nahe Pontarlier, Franche-Comté, Frankreich im französischen Jura.

## Lage
Die Burg liegt an einer strategisch bedeutsamen Stelle oberhalb der kleinen Ortschaft La Cluse-et-Mijoux. Hier kreuzte früher die Handelsstraße Dijon-Lausanne das Jura-Gebirge. Die Straße verläuft hier durch eine Felsenge und konnte deshalb von der Burg aus gut kontrolliert werden.

## Geschichte
Die Burg wurde erstmals im Jahr 1034 urkundlich erwähnt. Von dort aus überfielen die Herren von Joux als gefürchtete Raubritter immer wieder reisende Kaufleute bzw. erpressten für den Verzicht auf deren Ausplünderung hohe Wegezölle. 1410 starb die Familie der Herren von Joux aus. 1454 kaufte Philipp der Gute die Festung. 1530 kam sie in den Besitz Karls V. Durch den am 17. September 1678 unterzeichneten Vertrag von Nimwegen wurden die Freigrafschaft Burgund und damit auch das Fort de Joux französisch.
Nach seiner Verhaftung 1774 wurde Gabriel de Riqueti, comte de Mirabeau vom Gefängnis Château d’If vor der Küste von Marseille 1775 in das Château de Joux verlegt. Wegen Vollzugslockerung konnte er in die Schweiz flüchten.
Am 7. April 1803 starb der inhaftierte François-Dominique Toussaint L’Ouverture, haitianischer Nationalheld afrikanischer Herkunft sowie einer der ersten Anführer der lateinamerikanischen Unabhängigkeitsbewegung und der Befreiung schwarzer Sklaven, nach achtmonatiger Haft in seiner Zelle im Château de Joux an den Haftbedingungen.
Während des Vierten Koalitionskriegs zwischen Preußen und Frankreich war Heinrich von Kleist 1807 als vermeintlicher preußischer Spion vier Wochen lang im Château de Joux inhaftiert. Kleists Kamerad Carl von Gauvain kam in die gleiche Zelle, in der Toussaint L’Ouverture starb.
In den Kriegen von 1814 und 1871 musste sich die Burg gegen Überfälle zur Wehr setzen. 1940 endete die Geschichte der Burg als Militärfestung, nachdem der deutschen Wehrmacht acht Tage lang erfolgreich Widerstand geleistet wurde.

## Aufbau und Sehenswürdigkeiten
Die Burg stammt im Kern aus dem 11. Jahrhundert und besteht heute aus 5 aufeinanderfolgenden Festungsmauern. Sie wurde in den folgenden Jahrhunderten erweitert, zuletzt 1879 von Hauptmann Joffre.
Sehenswürdigkeiten:
- Hufeisenturm (1486)
- Grammont-Hof
- Waffenmuseum
- Zelle von Mirabeau
- Kerker der Berthe von Joux
- Zelle von Toussaint L’Ouverture.
- Burgbrunnen (erbaut 1690 von Vauban) mit 3,70 m Durchmesser und 120 m Tiefe.

## Aktuell
Die Burg wird seit dem Jahr 2000 unter finanzieller Förderung des französischen Staates restauriert. Die Festung kann heute in stündlich stattfindenden Führungen besichtigt werden und beherbergt ein kleines Museum mit militärischen Utensilien der französischen Armee aus dem 18. und 19. Jahrhundert.